# Contenuto (matematica)
In matematica si dice contenuto di un polinomio il massimo comun divisore dei suoi coefficienti.
In simboli: dato un polinomio {\displaystyle f(x)=a_{0}+a_{1}x+\dots +a_{n}x^{n},} il suo contenuto è {\displaystyle c(f)=\mathrm {MCD} (a_{0},\dots ,a_{n}).}
Se {\displaystyle c(f)=1,} si dice che {\displaystyle f(x)} è un polinomio primitivo.

## Lemma di Gauss
Il lemma di Gauss sui polinomi può essere riformulato semplicemente come segue: dati due polinomi {\displaystyle f,g}, si ha {\displaystyle c(fg)=c(f)c(g)}.